# تپه گورستان پیر کانی
تپه قبرستان پیر کانی مربوط به دوره ساسانیان است و در شهرستان پیرانشهر، بخش لاجان، دهستان لاهیجان غربی، روستای پیرکانی واقع شده و این اثر در تاریخ ۲۵ آبان ۱۳۸۷ با شمارهٔ ثبت ۲۳۵۷۹ به‌عنوان یکی از آثار ملی ایران به ثبت رسیده است.